# Kozma Mária
Kozma Mária (Karcfalva, 1948. augusztus 18. –) erdélyi magyar író, szerkesztő, újságíró, 1994 óta a csíkszeredai Pallas-Akadémia Könyvkiadó főszerkesztője, a román és magyar írószövetség tagja.

## Életútja

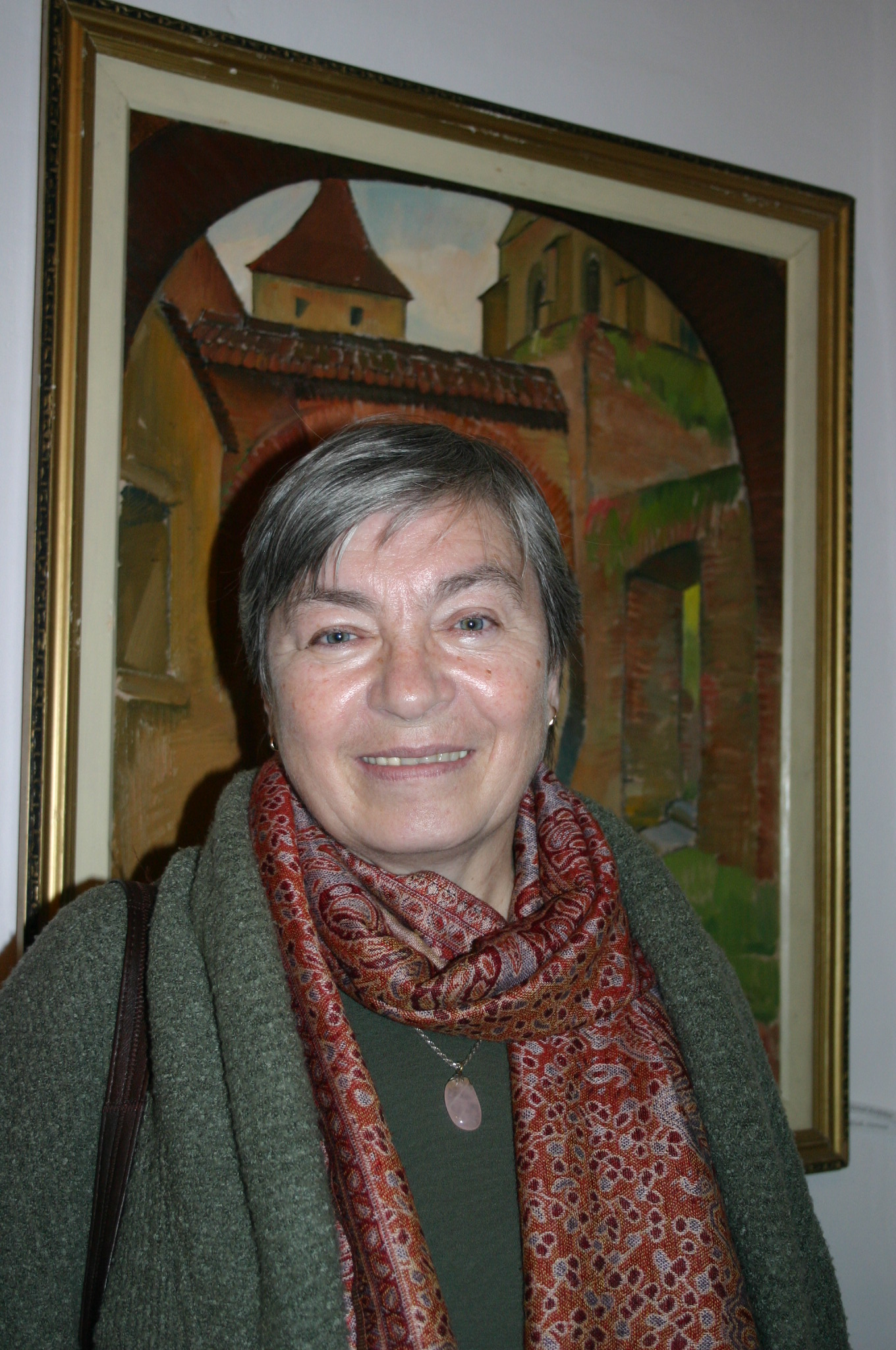
Horváth László felvétele, Kozma Mária 2007-ben

### Tanulmányai
1948. augusztus 18-án született Csíkkarcfalván (Hargita megye, Románia). Középiskolai tanulmányokat Csíkszeredában folytatott, 1966-ban érettségizett, majd a kolozsvári Babeș–Bolyai Tudományegyetem filológiai fakultásán magyar nyelv és irodalom szakon diplomázott 1971-ben. Középiskolás korában a helyi önképzőkör, majd kolozsvári egyetemi évei alatt a Gaál Gábor Irodalmi Kör aktív tagja volt. 1981-ben ment férjhez, férje Tőzsér József Gyula, aki 1993-tól könyvkiadó vállalkozó. 1990-ben néhány hónapig a csíkszeredai Irodalmi Kör vezetőjeként működött.

### Munkahelyei
1970-es évek első felében szabadfoglalkozású író, az 1970-es évek közepétől előbb a csíkszeredai Városi Múzeum muzeográfusaként, majd a Megyei Könyvtár Dokumentációs Részlegén könyvtárosként dolgozott régi könyvekkel. 1991-1994 között a Hargita Megyei Könyvtár igazgatója volt. 1994 óta a csíkszeredai Pallas-Akadémia Könyvkiadó főszerkesztője, ebben a minőségében hallatlan mennyiségű szerkesztői munkát végez a kiadó által közreadott köteteken, szerkesztői munkásságát és egyéni alkotói tevékenységét nem könnyű összeegyeztetni.

## Művei
Az író több mint 20 kötet szerzője, többek közt történelmi regényeket, novellákat, meséket és színpadi mesejátékokat írt és számos cikket. Fontosabb művei:
Első írását az Utunk közölte 1967-ben. Az Utunk, Művelődés, Igaz Szó, Hargita munkatársa volt. A könyv élete című szaktanulmányát a Művelődés sorozatban közölte 1982-ben, Könyvtárnyi sztereotípia könyvtárban cím alatt a Korunkban (1987/4) a könyvtár és az olvasó viszonyáról értekezett.

### Kötetek
- Festett káposztalepke (elbeszélések) Bukarest, Kriterion, 1970. Forrás-sorozat
- Köznapi irgalom (elbeszélések) Kolozsvár, Dacia Könyvkiadó, 1980
- Idővallató (történelmi elbeszélések) Bukarest, Kriterion, 1983
- Kő, ha ütik. A játék (két kisregény) Kolozsvár, Dacia Könyvkiadó, 1984
- Az ember bolond természete (történelmi regény) Bukarest, Kriterion, 1987, 2. kiadás Szekszárd, Babits Könyvkiadó, 1995
- Rövidfilm esőben (elbeszélés) Kolozsvár, Dacia, 1988
- Lidérczöld csapda (regény) Bukarest, Kriterion, 1989
- Borsosméz (történelmi regény) Szekszárd, Babits Könyvkiadó, 1991
- Idővallató. Az ember bolond természete. Budapest, Szépirodalmi Könyvkiadó, 1992
- Sárkányfogvetés (regény) Csíkszereda, Pallas-Akadémia Könyvkiadó, 1993; 2. kiadás Csíkszereda, Pallas-Akadémia, 2003.
- A jóság síró vágya I–II., 1994, Csíkszereda
- Márványkáosz, 1996, Csíkszereda
- Kleopátra bora és más receptek, 1998, Csíkszereda
- Partomlás, 2000, Csíkszereda
- A másik táj, 2002, Csíkszereda
- Asszonyfa, 2003, Csíkszereda
- Vérkápolna, 2004, Csíkszereda
- Szarvassá vált..., 2006, Csíkszereda
- Nők (is) az időben. Afféle kalendárium, 2008, Csíkszereda
- Régiségek Csíkországból. Történelmi regék; Pallas-Akadémia, Csíkszereda, 2011
- Régiségek Gyergyóból. Történelmi regék; Pallas-Akadémia, Csíkszereda, 2012 (Történelmi regék)
- Írd le, hogy megmaradjon. Szemelgetés az írás és a könyv történetéből; Pallas-Akadémia, Csíkszereda, 2014
- A Fehér-patak útja. Interaktív regény; Pallas-Akadémia, Csíkszereda, 2016
- Könyvbolondok. Könyvek kótyavetyén; Pallas-Akadémia, Csíkszereda, 2017
- Régiségek Homoród mentén. Történelmi regék; Gutenberg, Csíkszereda, 2020 (Történelmi regék)
- Csizma a konyhaasztalon. Tárcák; Hargita Népe, Csíkszereda, 2020

### Gyermekirodalom
- Csillala mester, avagy a csodálatos köpeny története. Pallas-Akadémia Könyvkiadó, 2001
- Csillala mester, avagy a csodálatos köpeny története. Mesejáték kisiskolásoknak. Bemutató: Kolozsvári Magyar Színház, 2009
- Marcika-mesék. Pallas-Akadémia Könyvkiadó, 2010
- Marcika és a kóborok; Pallas-Akadémia, Csíkszereda, 2013 (Mesevonat)

## Társasági tagság
- A Romániai Írók Szövetsége tagja (1985 óta)
- Magyar Írószövetség tagja (1990 óta)

## Díjak, elismerések
- 2008-ban Pro Cultura Hungarica díjjal tüntette ki a Magyar Köztársaság Oktatási és Kulturális Minisztériuma. A kitüntetést Szabó Béla, a Magyar Köztársaság csíkszeredai főkonzulja adta át.[3]
- 2010. Erdélyi Magyar Közművelődési Egyesület Szolnay Sándor-díjjal tüntette ki (Tőzsér Józseffel közösen)